# 互助保險
互助保險，或稱相互保險公司是一种保險公司，沒有股東，而是完全擁有其保單。本所有權或者延伸到所有的投保人或僅限於某些類別的保單。其所有權通常包括投票權，例如在選舉董事會董事及任何建議，股份化。在一個相互保險公司，是任何分佈式盈餘資金全部支付給投保人，而在一個控股公司（股東之一）的比例的盈餘（通常為 10％）支付給股東，以換取他們的資金提供給支持業務。缺席股東使之更難以董事相互提高的一個新的資本，例如，金融企業，他們的任何新建議。從歷史上看，保險開始在許多國家主要是通過一個共同（或合作）的結構。近年來，很多保險公司都經歷了股份化，成為上市公司的努力，除其他外，使他們獲得更多的資本。